# تعلم واقع
التعلم الواقع (بالإنجليزية: Situated learning)‏ هو نظرية تشرح اكتساب الفرد للمهارات المهنية وتتضمن بحثًا عن التدريب المهني حول كيف تؤدي المشاركة الفرعية المشروعة إلى العضوية في مجتمع الممارسة. التعلم الواقع "يركز على العلاقة بين التعلم والوضع الاجتماعي الذي يحدث فيه".
وتتميز النظرية عن وجهات النظر البديلة للتعلم التي تعرف التعلم بأنه اكتساب المعرفة الافتراضية. وضع كل من لاف ووينغر التعلم في أشكال معينة من المشاركة الاجتماعية، وبدلاً من التساؤل عن أنواع العمليات المعرفية والهياكل المفاهيمية المتضمنة، ركزا على أنواع الارتباطات الاجتماعية التي توفر السياق المناسب وتسهل التعلم.